# English Gardner
English Gardner (ur. 22 kwietnia 1992) – amerykańska lekkoatletka specjalizująca się w biegach sprinterskich.
W 2013 startowała na mistrzostwach świata w Moskwie, na których zdobyła srebro w biegu rozstawnym 4 × 100 metrów, a indywidualnie zajęła 4. miejsce w biegu na 100 metrów. Dwa lata później, podczas światowego czempionatu w Pekinie, ponownie zdobyła srebrny medal w sztafecie 4 × 100 metrów. Na Igrzyskach Olimpijskich w Rio de Janeiro 2016 wywalczyła złoty medal w tej samej konkurencji
Złota medalistka mistrzostw Stanów Zjednoczonych. Wielokrotnie stawała na podium mistrzostw NCAA.
14 maja 2011 w Tucson przebiegła dystans 100 metrów w czasie 11,03. Wynik ten jest aktualnym rekordem Ameryki Północnej juniorów oraz trzecim rezultatem w juniorskich tabelach wszech czasów.

## Osiągnięcia

### Igrzyska olimpijskie
| Miejsce | Dzień       | Rok  | Miejscowość    | Konkurencja        | Czas biegu | Strata   | Zwycięzca       |
| ------- | ----------- | ---- | -------------- | ------------------ | ---------- | -------- | --------------- |
| 7.      | 13 sierpnia | 2016 | Rio de Janeiro | bieg na 100 m      | 10,94 s    | + 0,23 s | Elaine Thompson |
| złoto   | 19 sierpnia | 2016 | Rio de Janeiro | sztafeta 4 x 100 m | 41,01 s    | -        | -               |
| (elim.) | 6 sierpnia  | 2021 | Tokio          | sztafeta 4 x 100 m | 41,45 s    | + 0,43 s | Jamajka         |

### Mistrzostwa świata
| Miejsce | Dzień       | Rok  | Miejscowość | Konkurencja        | Czas biegu | Strata   | Zwycięzca         |
| ------- | ----------- | ---- | ----------- | ------------------ | ---------- | -------- | ----------------- |
| 4.      | 12 sierpnia | 2013 | Moskwa      | bieg na 100 m      | 10,97 s    | + 0,26 s | Shelly-Ann Fraser |
| srebro  | 18 sierpnia | 2013 | Moskwa      | sztafeta 4 x 100 m | 42,75 s    | + 1,46 s | Jamajka           |
| 14.     | 24 sierpnia | 2015 | Pekin       | bieg na 100 m      | 11,13 s    | -        | Shelly-Ann Fraser |
| srebro  | 29 sierpnia | 2015 | Pekin       | sztafeta 4 x 100 m | 41,68 s    | + 0,61 s | Jamajka           |

## Rekordy życiowe
- Bieg na 60 metrów (hala) – 7,10 (2019)
- Bieg na 100 metrów – 10,74 (2016)
- Bieg na 200 metrów – 22,62 (2013)
- Bieg na 400 metrów – 53,73 (2012)